# Oô
Oô [oː] ist eine in den Pyrenäen gelegene französische Gemeinde mit 103 Einwohnern (Stand 1. Januar 2022). Sie gehört zum Département Haute-Garonne in der Region Okzitanien. Im Süden reicht das Gemeindegebiet bis an den Kamm der Pyrenäen, der hier die Grenze zu Spanien bildet. Es wird vom Fluss Neste d’Oô durchquert.
In Oô gibt es einen Wachturm aus dem 10./11. Jahrhundert, seit 1950 Monument historique, sowie eine romanische Kirche aus dem 12. Jahrhundert.
Der Ortsname ist in Frankreich bekannt durch sein häufiges Vorkommen in Kreuzworträtseln sowie durch den malerisch gelegenen Gebirgssee Lac d’Oô, etwa fünf Kilometer südlich.
Die Einwohner von Oô werden Onésiens genannt.

## Bevölkerungsentwicklung
| Jahr                      | 1962 | 1968 | 1975 | 1982 | 1990 | 1999 | 2004 | 2010 | 2019 |
| Einwohner                 | 135  | 103  | 117  | 106  | 105  | 109  | 106  | 111  | 101  |
| Quelle: Cassini und INSEE |      |      |      |      |      |      |      |      |      |

## Sehenswürdigkeiten
- Signalturm, erbaut im 10./11. Jahrhundert

Siehe auch: Liste der Monuments historiques in Oô

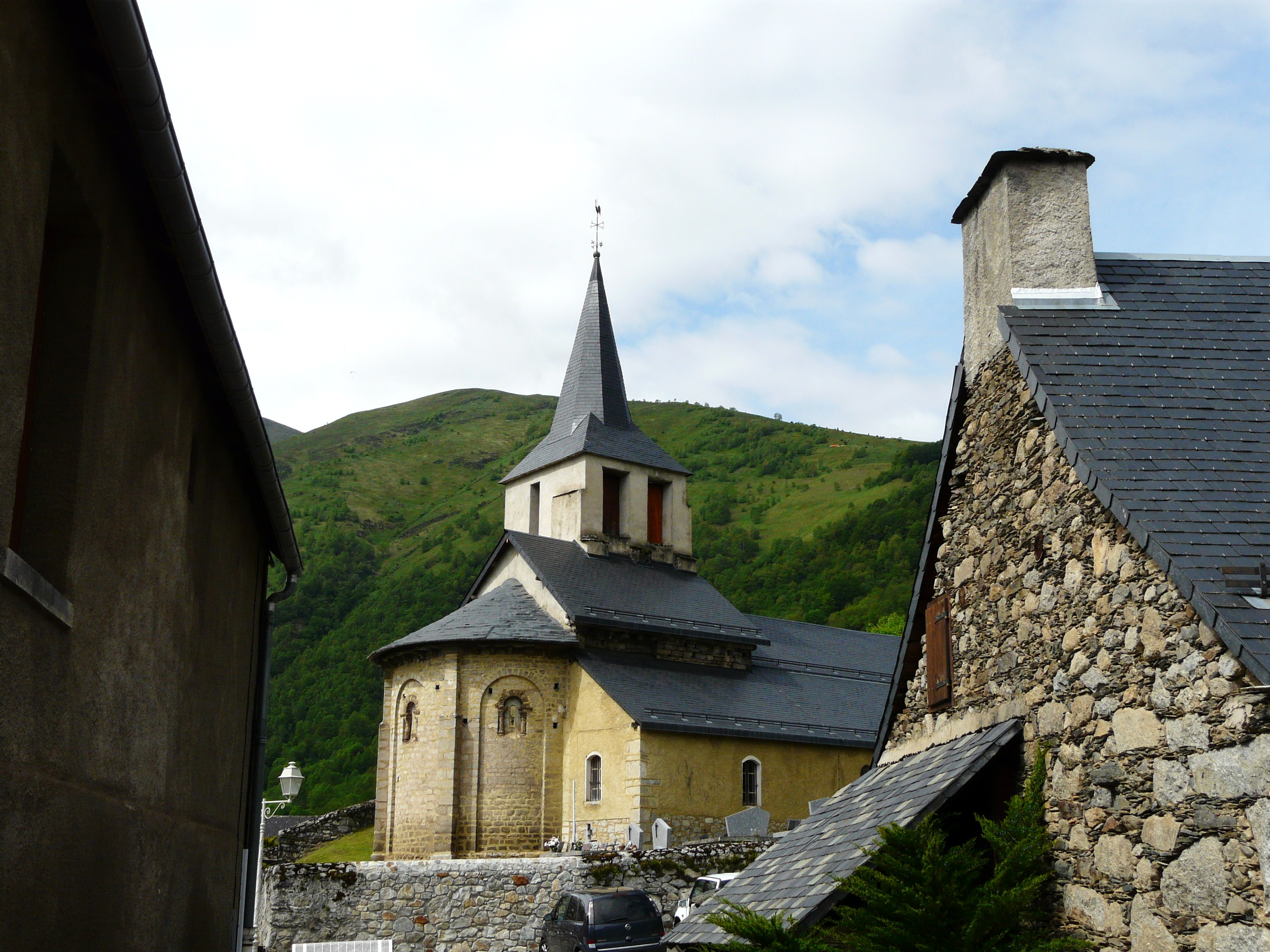
Kirche Saint-Jacques
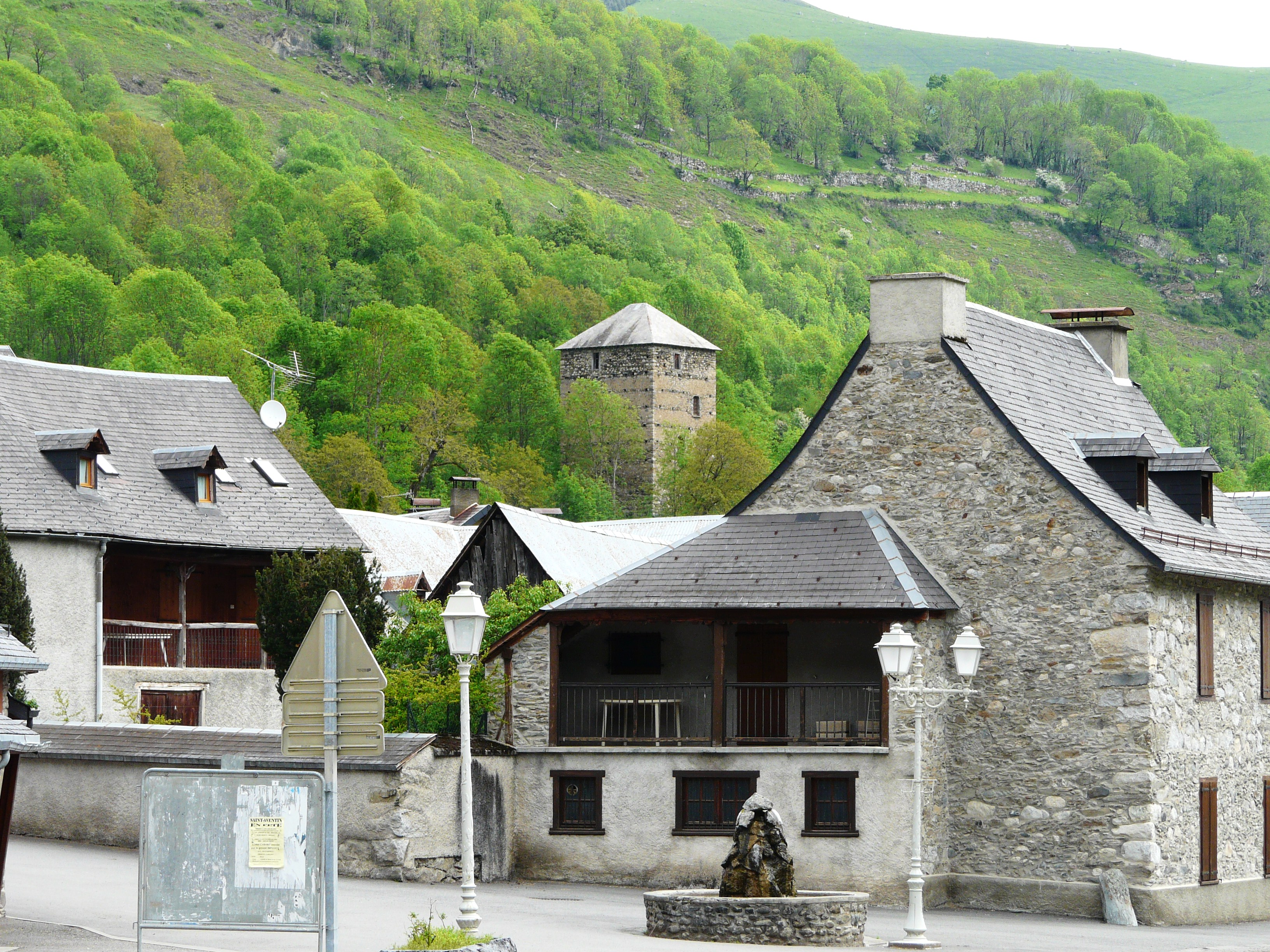
Signalturm